# ホブド
ホブド（モンゴル語: Ховд）は、モンゴル西部の都市。ホブド県の県都である。

## 歴史
17世紀、いまのエルデネビュレン・ソムの河岸にジュンガルのガルダン・ハーンが建設した。郊外では東トルキスタンや中央アジアの虜囚が持っていたノウハウを生かし、園芸学が発展。清の支配下に入ると、ブヤント川のほとりに市街まるごと移転させられたが、1912年8月7日にモンゴルの豪族連合からなる軍勢が解放した。兵営は破壊され、清朝の間接統治体制は廃止された。

## 地理
アルタイ山脈の裾野、ブヤント川のほとりに位置する。東に25kmほどのところには、マンハン自然保護区の一部に指定されているハルウス湖がある。スイカやトマトなどの夏野菜や、質の高い季節の肉製品で知られる。
1992年の行政再編で独自のソム（郡に相当）を割り振られた。
気候はケッペンの気候区分の砂漠気候 (BWk) にあたり、暑く短い夏と長く乾燥した極寒の冬が特徴。降水はわずかで、夏に集中する。
| ホブドの気候                | ホブドの気候  | ホブドの気候  | ホブドの気候 | ホブドの気候 | ホブドの気候 | ホブドの気候 | ホブドの気候 | ホブドの気候 | ホブドの気候 | ホブドの気候 | ホブドの気候 | ホブドの気候  | ホブドの気候  |
| 月                          | 1月           | 2月           | 3月          | 4月          | 5月          | 6月          | 7月          | 8月          | 9月          | 10月         | 11月         | 12月          | 年            |
| --------------------------- | ------------- | ------------- | ------------ | ------------ | ------------ | ------------ | ------------ | ------------ | ------------ | ------------ | ------------ | ------------- | ------------- |
| 平均最高気温 °C （°F）      | −16.3 (2.7)   | −12 (10)      | 0.3 (32.5)   | 11.1 (52)    | 19.1 (66.4)  | 23.8 (74.8)  | 24.7 (76.5)  | 23.4 (74.1)  | 17.7 (63.9)  | 9.0 (48.2)   | −2.3 (27.9)  | −12.9 (8.8)   | 7.1 (44.8)    |
| 日平均気温 °C （°F）        | −24.3 (−11.7) | −20.2 (−4.4)  | −7.4 (18.7)  | 3.9 (39)     | 11.9 (53.4)  | 17.1 (62.8)  | 18.6 (65.5)  | 16.7 (62.1)  | 10.6 (51.1)  | 1.5 (34.7)   | −9.7 (14.5)  | −20 (−4)      | −0.1 (31.8)   |
| 平均最低気温 °C （°F）      | −29.9 (−21.8) | −27.1 (−16.8) | −14.7 (5.5)  | −3.5 (25.7)  | 4.6 (40.3)   | 10.3 (50.5)  | 12.3 (54.1)  | 10.0 (50)    | 3.9 (39)     | −4.7 (23.5)  | −15.7 (3.7)  | −25.6 (−14.1) | −6.7 (19.9)   |
| 降水量 mm （inch）          | 1.4 (0.055)   | 0.9 (0.035)   | 2.3 (0.091)  | 5.9 (0.232)  | 9.5 (0.374)  | 26.5 (1.043) | 35.0 (1.378) | 22.7 (0.894) | 10.6 (0.417) | 4.6 (0.181)  | 1.8 (0.071)  | 1.6 (0.063)   | 122.8 (4.835) |
| 出典：Hong Kong Observatory |               |               |              |              |              |              |              |              |              |              |              |               |               |

## 人口統計
市の総人口は2万6023人（2000年国勢調査）、3万479人（2003年推計）、2万8601人（2007年）と推移している。ソム（郡）の人口は6675世帯の3万2351人（2005年）で、ジュンガル、ハルハ、ザフチン、トルグート、ウリャンカイ、ミャンガド、ドゥルブド、バヤド、カザフ、ウズベク、ウゼムチンなど10以上の民族集団がある。

## ギャラリー

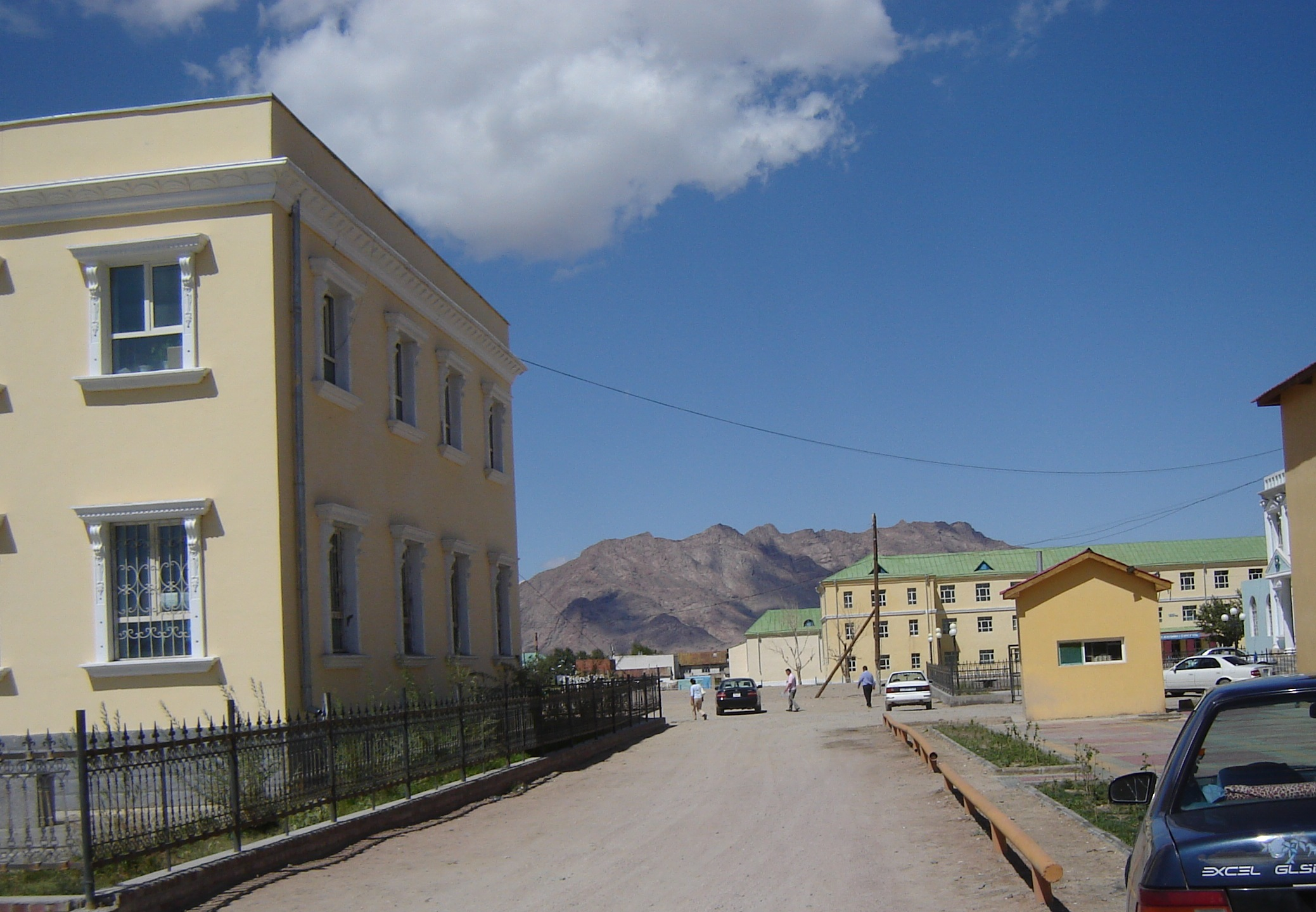
市内の路地
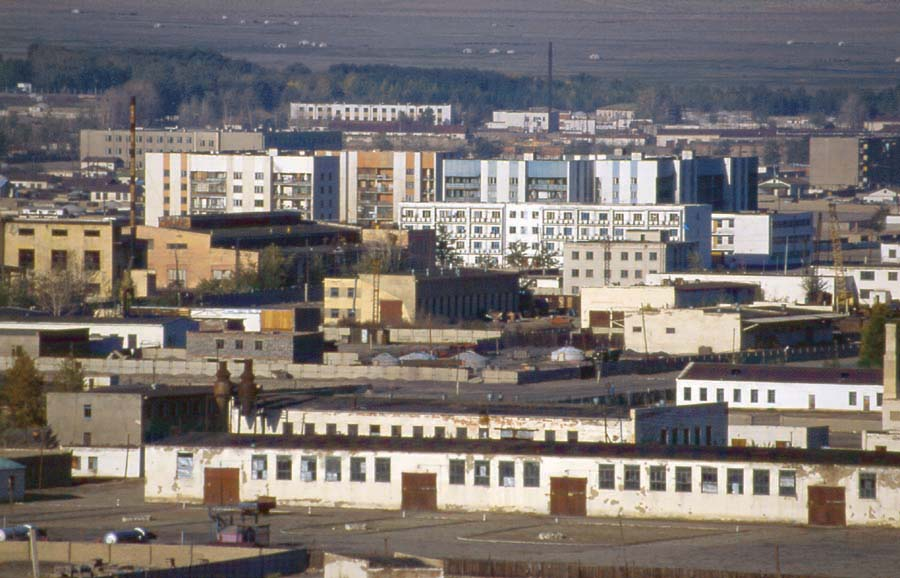
中心市街地
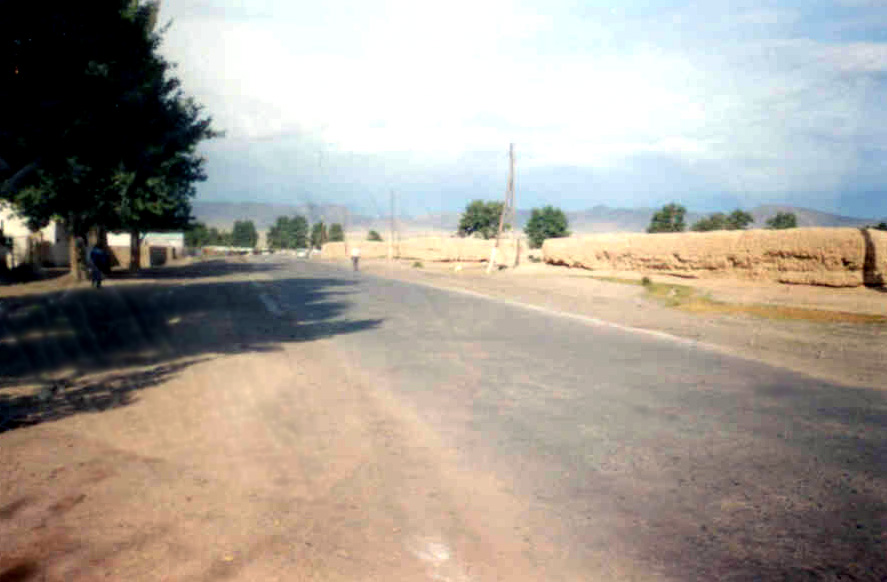
清朝の要塞跡